# Diane Bellová
Diane Bell (* 11. říjen 1963 Corbridge, Spojené království) je bývalá reprezentantka Spojeného království v judu.

## Sportovní kariéra
Její sportovní kariéra je spojená s judo klubem v Grimsby. Členkou reprezentace byla dlouhých 15 let. Jedno období své váhové kategorii dokonce dominovala. V roce 1988 na olympijských hrách v Soulu vyhrála první místo v ukázkové disciplíně ženského juda. Na první oficiální účast si však musela počkat do roku 1992, ale nestačila na své asijské soupeřky. V roce 1996 jako veteránka ještě mohla pomýšlet na olympijskou medaili, ale mladší soupeřka ve druhém kole byla proti. Vzápětí se s vrcholovou kariérou rozloučila. Dlouhé roky se věnovala trénování mladých judistů.

## Výsledky
| Turnaj             | 1982       | 1983       | 1984       | 1985       | 1986             | 1987             | 1988             | 1989             | 1990             | 1991             | 1992             | 1993             | 1994             | 1995             | 1996             |
| Turnaj             | 19         | 20         | 21         | 22         | 23               | 24               | 25               | 26               | 27               | 28               | 29               | 30               | 31               | 32               | 33               |
| Turnaj             | lehká váha | lehká váha | lehká váha | lehká váha | polostřední váha | polostřední váha | polostřední váha | polostřední váha | polostřední váha | polostřední váha | polostřední váha | polostřední váha | polostřední váha | polostřední váha | polostřední váha |
| ------------------ | ---------- | ---------- | ---------- | ---------- | ---------------- | ---------------- | ---------------- | ---------------- | ---------------- | ---------------- | ---------------- | ---------------- | ---------------- | ---------------- | ---------------- |
| Olympijské hry     |            |            |            |            |                  |                  |                  |                  |                  |                  | úč.              |                  |                  |                  | úč.              |
| Mistrovství světa  | 3.         |            | úč.        |            | 1.               | 1.               |                  | 5.               |                  | 2.               |                  | 3.               |                  | 7.               |                  |
| Mistrovství Evropy | úč.        | úč.        | 1.         | 3.         | 1.               | 3.               | 1.               | 3.               | 2.               | úč.              | —                | 3.               | 2.               | 2.               | 3.               |